# جان لوي غوتييه
جان لوي غوتييه (بالفرنسية: Jean-Louis Gauthier)‏ ولد بتاريخ 22 ديسمبر 1955 في أنغوليم، وتوفي في 11 يوليو 2014، كان دراج فرنسي في صنف سباق الدراجات على الطريق.

## سجل النتائج

### سباقات أو مراحل فاز بها
- طواف فرنسا

## وصلات خارجية
- الموقع الرسمي

## روابط خارجية
- جان لوي غوتييه على موقع أرشيف الدراجات (الإنجليزية)
- جان لوي غوتييه على موقع إحصائيات الدراجات الإحترافية (الإنجليزية)